# Міхай-Емінеску (Ботошань)
Міхай-Емінеску (рум. Mihai Eminescu) — село у повіті Ботошані в Румунії. Входить до складу комуни Горбенешть.
Село розташоване на відстані 378 км на північ від Бухареста, 15 км на схід від Ботошань, 90 км на північний захід від Ясс.

## Населення
За даними перепису населення 2002 року у селі проживали 11 осіб, усі — румуни. Усі жителі села рідною мовою назвали румунську.